# Муса: Собеседник Аллаха. На рассвете
«Муса: Собеседник Аллаха. На рассвете» (перс. موسی کلیم‌الله: به وقت طلوع‎) — иранский фильм, снятый режиссёром и сценаристом Эбрахимом Хатамикией и продюсером Сейедом Махмудом Разави в 2025 году. Повествует историю рождения пророка Мусы (Моисей), а Мерила Зареи вместе с Алирезой Камали изображают его родителей. Создан компанией Simafilm с помощью технологии виртуального производства и представляет собой киноверсию одноимённого телесериала. Премьера фильма состоялась 6 февраля 2025 года на 43-м кинофестивале «Фаджр», а с 26 февраля того же года он демонстрируется в кинотеатрах Ирана.
Первоначальный сценарий фильма написал Фараджолла Салахшур, а после его смерти Эбрахим Хатамикия переписал его. Производство заняло более четырёх лет. Также телесериал «Муса: Собеседник Аллаха» будет создан как продолжение этого фильма.

## Сюжет
Фильм повествует историю рождения пророка Мусы (Моисей), одного из великих пророков и посланников в исламе.

## Производство
Реза Мостафави, исследователь и консультант проекта, рассказал, что исследовательская работа над телесериалом «Муса: Собеседник Аллаха» началась ещё в 2009–2010 гг. вместе с Фараджоллой Салахшуром, и были изучены все источники авраамических и неавраамических религий — от иудаизма до христианства. Для обновления проекта Эбрахим Хатамикия отказался от сценария Салахшура и написал новый сценарий. Оба сценария были написаны на основе всесторонних исследований, и по сути сюжет не изменился.
Для создания фильма использовалась технология виртуального производства, при которой с помощью огромных LED-экранов создаются цифровые окружения на заднем плане сцены, заменяющие зелёный экран (хромакей).

## Трансляция
Фильм впервые был показан 6 февраля 2025 года на 43-м кинофестивале «Фаджр» и демонстрируется в иранских кинотеатрах с 26 февраля того же года.